# Deuteronomos dryadaria
Deuteronomos dryadaria là một loài bướm đêm trong họ Geometridae.